# La Guerre, l'Amérique
La Guerre, l'Amérique est un roman de Claire Delannoy publié le 5 février 2003 aux éditions Buchet Chastel et ayant obtenu la même année le prix Goncourt du premier roman.

## Éditions
- La Guerre, l'Amérique, éditions Buchet Chastel, 2003  (ISBN 978-2283019412).